# Ctenotus strauchii
Ctenotus strauchii es una especie de lagarto del género Ctenotus, familia Scincidae, orden Squamata. Su masa corporal es de aproximadamente 3,15  g.

## Distribución y hábitat
Se distribuye por Australia, en Nueva Gales del Sur, Territorio del Norte, Queensland y Australia del Sur. Habita en las regiones áridas.

## Taxonomía
Fue descrita por Boulenger en 1887.
Tratamiento taxonómico
La especie aparece registrada y publicada en Catalogue of the lizards in the British Museum (Nat. Hist.) III. Lacertidae, Gerrhosauridae, Scincidae, Anelytropsidae, Dibamidae, Chamaeleontidae. London: 575 pp.